# Expédition de La Recherche

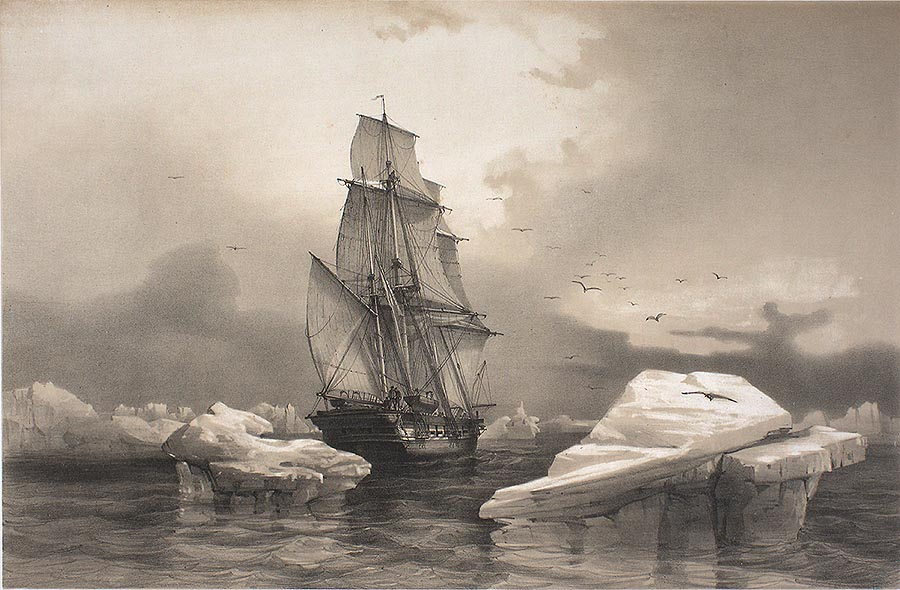
Corvette La Recherche. Dessin d'Auguste Mayer (1838)

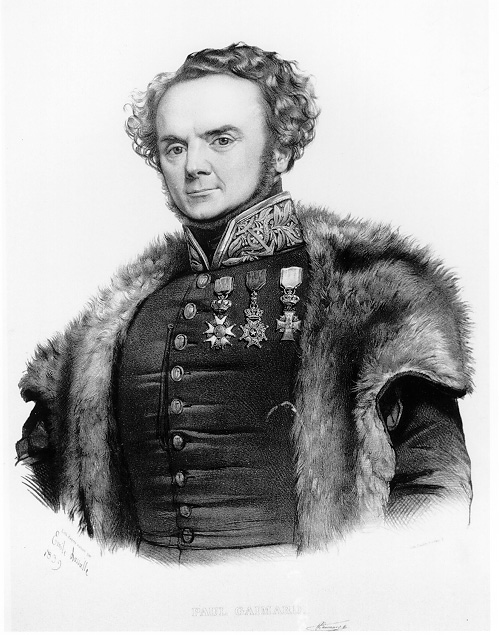
Joseph Paul Gaimard

L'expédition de La Recherche de 1838 à 1840 est une expédition de l'Amirauté française à destination de l'Atlantique Nord et des îles scandinaves, y compris les îles Féroé, le Spitzberg et l'Islande.

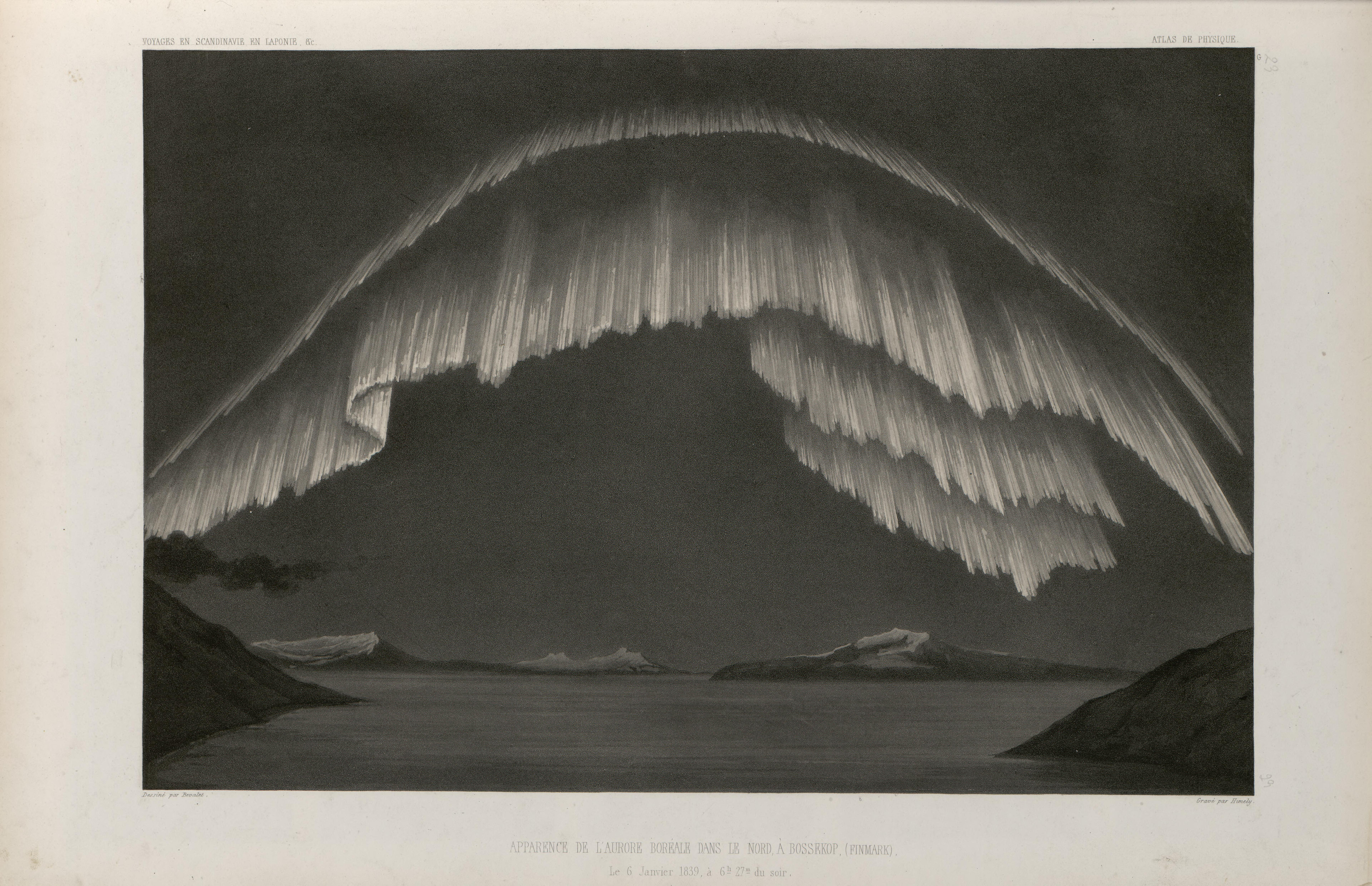
Aurore boréale. Dessin de Louis Victor Bévalet

## Déroulement
L'expédition dans les pays scandinaves de 1838 à 1840, est une continuation directe des expéditions de 1835 et 1836. Une lettre datée du 22 mars 1837 révèle que Joseph Paul Gaimard et Xavier Marmier préparent un voyage à Copenhague et Christiania (Norvège) dont le but est de recueillir des informations complémentaires sur l'Islande et le Groenland.
Le 13 juin 1838, la corvette française La Recherche, commandée par le lieutenant de vaisseau Jean Jacques Louis Fabvre, quitte Le Havre à destination du nord de la Scandinavie. Le médecin et naturaliste Joseph Paul Gaimard, président de la Commission scientifique du Nord, est le chef de l'expédition,. Celle-ci est de nature purement scientifique, et non coloniale, en coopération avec les gouvernements de Norvège et de Suède.
Joseph Paul Gaimard ayant invité au voyage dix savants scandinaves, dont le pasteur et botaniste sami Lars Levi Læstadius pour ses connaissances en botanique et en culture sami, l'entreprise prend une dimension internationale. Les Français Auguste Bravais, Louis Eugène Robert, Victor Charles Lottin, Charles Frédéric Martins, Joseph Durocher, Raoul Émilien Anglès, scientifiques, Auguste Mayer, Louis Victor Bévalet, illustrateurs,,, et en 1839, François-Auguste Biard, peintre, son épouse Léonie d'Aunet, écrivaine, ainsi que les peintres Barthélemy Lauvergne et Charles Giraud, accompagnent également l'expédition, au cours de laquelle sont réalisées de nombreuses observations astronomiques, météorologiques, géologiques et océanographiques,. Cette entreprise donnera lieu à la publication d'un ouvrage savant illustré.

## Postérité

Fjord et glacier de La Recherche (partie gauche de la carte)

En mémoire de cette expédition, un fjord et un glacier du Spitzberg portent son nom (en norvégien : Recherchefjorden (no) et Recherchebreen (no)).

## Ouvrages
- Lottin V., Bravais A. and Lilliehöök C.B., Voyages en Scandinavie, en Laponie, au Spitzberg et aux Feröe, pendant les années 1838, 1839, 1840 sur la corvette la Recherche, Arthus Bertrand, 1842
  - Vol. 1, part 1. Préface & Chapitre I, p. 1-286 http://archimer.ifremer.fr/doc/00002/11348/7917.pdf
  - Vol. 1, rest of Chapitre I, p. 287-564 http://archimer.ifremer.fr/doc/00002/11348/7917.pdf
  - Vol. 2, part. 1. Chapitre II & III  p. 1 - 248 http://archimer.ifremer.fr/doc/00002/11356/7929.pdf
  - Vol. 2, part 2. Chapitre IV p. 249 - 448 http://archimer.ifremer.fr/doc/00002/11357/7930.pdf
  - Vol. 3, part 1. Chapitre V, Variations de l'Intensité magnétique verticale, Chapitre VI, Variations de l'inclinaison magnétique, Chapitre VII, Mesures de l'inclinaison magnétique. Chapitre VIII, Variations simultanées des éléments du magnétisme terrestre p. 1-250 http://archimer.ifremer.fr/doc/00002/11358/7931.pdf
  - Vol. 3, part 2., s. 249-497 Chapitre IX, Électricité atmosphérique http://archimer.ifremer.fr/doc/00002/11359/7932.pdf
- Voyages de la Commission scientifique du Nord en Scandinavie. 1, Danemark, Norvège, Spitzberg: Atlas historique et pittoresque, lithographié d’après les dessins de MM. Mayer, Lauvergne et Giraud, A. Bertrand, 1852 (lire en ligne)
- Voyages de la Commission scientifique du Nord en Scandinavie. 2, Laponie, Suède, Finlande, Russie, Lithuanie, Pologne, etc.; Atlas historique et pittoresque, lithographié, A. Bertrand, 1852 (lire en ligne)